# Stara plebania w Grybowie
Stara plebania w Grybowie − zabytkowy budynek w Grybowie nad rzeką Białą. Pierwotnie plebania grybowskiej parafii św. Katarzyny, obecnie siedziba Muzeum Parafialnego w tym mieście.
Najdawniejsza plebania grybowska znajdowała się obok kościoła parafialnego św. Katarzyny i − jak całe miasto − ulegała częstym pożarom. Po kolejnym z nich, który strawił ją w końcu XVII w., ówczesny proboszcz ks. Andrzej Ziebrowski postanowił zbudować nowa plebanię z dala od miejskiej zabudowy. Wybrany został teren nad rzeką Białą, w pobliżu ówczesnego kościoła św. Bernardyna.
Budynek wzniesiono zapewne (jak wskazuje data na belce stropowej) w 1699 r. Parterowy, drewniany (z belek modrzewiowych), konstrukcji zrębowej, zbudowany został na planie prostokąta. Trójosiowy, o dwutraktowym układzie wnętrz. Główne wejście, znajdujące się na osi ściany frontowej (południowej), poprzedza niewielki portyk o czterech murowanych kolumnach, dobudowany w pierwszej połowie XIX w. Dach czterospadowy o kalenicy na osi północ-południe, pobity blachą. Na wewnętrznej działowej ścianie południowo-wschodniego pokoju, tuż nad przejściem do pomieszczeń tylnego traktu zachował się malowany bezpośrednio na niej pejzaż z fragmentem małomiasteczkowego rynku i kościołem na pierwszym planie (widok z końca XVII w.). W 1926 r. budynek został powiększony o skrzydło mieszkalne.
W 1946 r. staraniem ówczesnego proboszcza, księdza Jana Solaka, w jednym z pomieszczeń powstał zaczątek dzisiejszego muzeum parafialnego, w którym zaczęto gromadzić eksponaty z kościołów, cerkwi i kapliczek, często uratowane z pożogi wojennej.
Obok plebanii widoczne są fundamenty XV-wiecznego kościoła św. Bernarda, spalonego podczas działań wojennych w zimie 1945 r.